# كريستيان لوسيرو
كريستيان لوسيرو (بالإسبانية: Cristian Lucero)‏ هو لاعب كرة قدم أرجنتيني في مركز الهجوم، ولد في 1 أكتوبر 1987 في مندوزا في الأرجنتين. لعب مع Deportivo Guaymallén ‏.

## وصلات خارجية
- كريستيان لوسيرو على موقع قاعدة بيانات كرة القدم.إي يو (الإنجليزية)
- كريستيان لوسيرو على موقع Soccerway.com (الإنجليزية)